# James Phinney Baxter III
James Phinney Baxter III (Portland, 15 febbraio 1893 – Williamstown, 17 giugno 1975) è stato uno storico statunitense.

## Biografia
Nato a Portland, nello stato del Maine, i suoi genitori furono James Phinney Baxter e Nellie Furbish.
Studiò alla Portland High School e alla Phillips Academy nella città di Andover nel Massachusetts, proseguì al Williams College.
Fu membro della American Academy of Arts and Sciences e dal 1937 presidente del Williams College fino al 1961, quando si ritirò.
Nel 1947 gli venne assegnato il Premio Pulitzer per la storia.